# Гигантски канарски гущер
Гигантските канарски гущери (Gallotia stehlini) са вид влечуги от семейство Гущерови (Lacertidae).
Срещат се само на Канарските острови в Испания, първоначално на остров Гран Канария, а впоследствие са интродуцирани и на Фуертевентура.
Таксонът е описан за пръв път от швейцарския зоолог Еренфрид Шенкел през 1901 година.